# Omolabus lituratus
Omolabus lituratus es una especie de coleóptero de la familia Attelabidae.

## Distribución geográfica
Habita en Bolivia y Perú.